# Gillmeria pallidactyla
Gillmeria pallidactyla là một loài bướm đêm thuộc họ Pterophoridae. Nó phân bố ở miền Toàn bắc và có mặt khắp Bắc Mỹ và Lục địa Á-Âu.

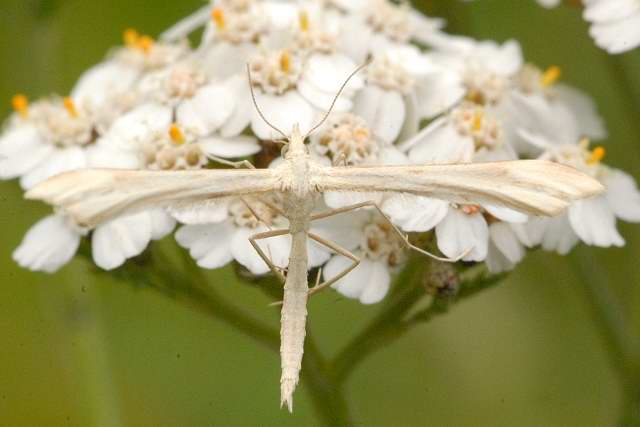

Sải cánh dài 23–27 mm. Con trưởng thành bay từ tháng 6 đến tháng 7 in châu Âu và từ tháng 6 đến tháng 8 ở miền Bắc Mỹ. 
Ấu trùng chủ yếu ăn các loài Achillea (bao gồm Achillea ptarmica và Achillea millefolium), nhưng cũng có thể ăn các loài Tanacetum (bao gồm Tanacetum vulgare).

## Hình ảnh

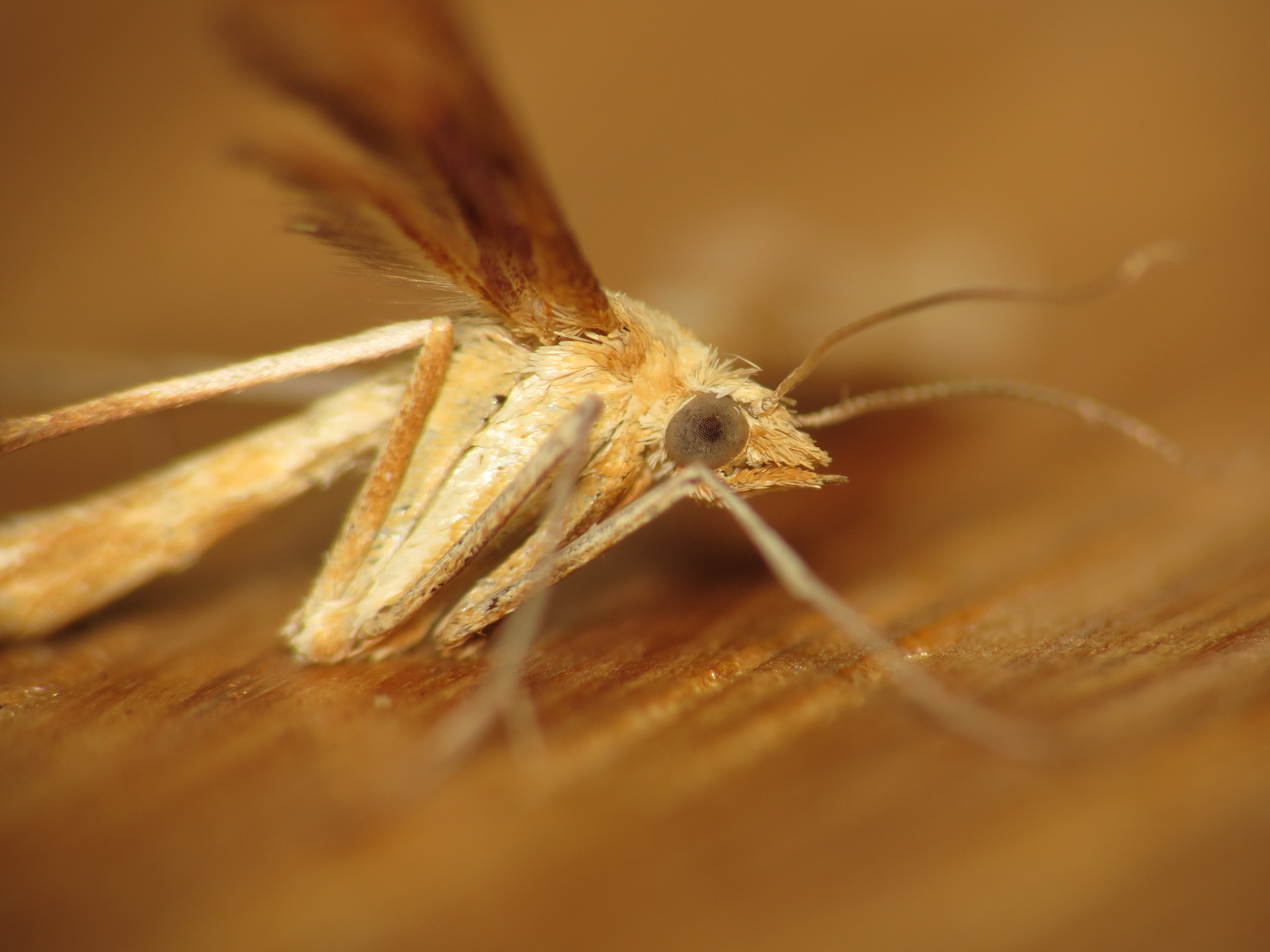
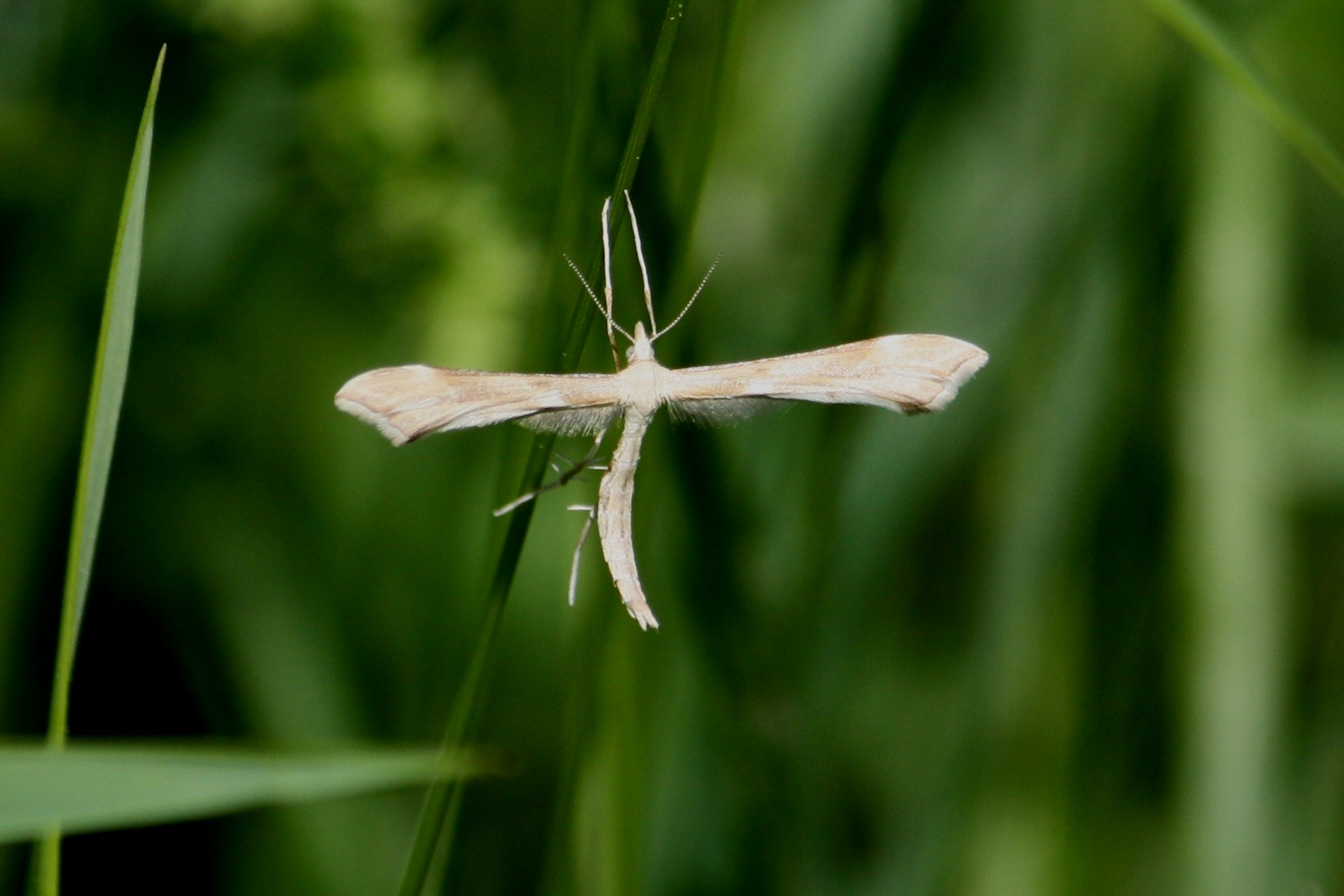
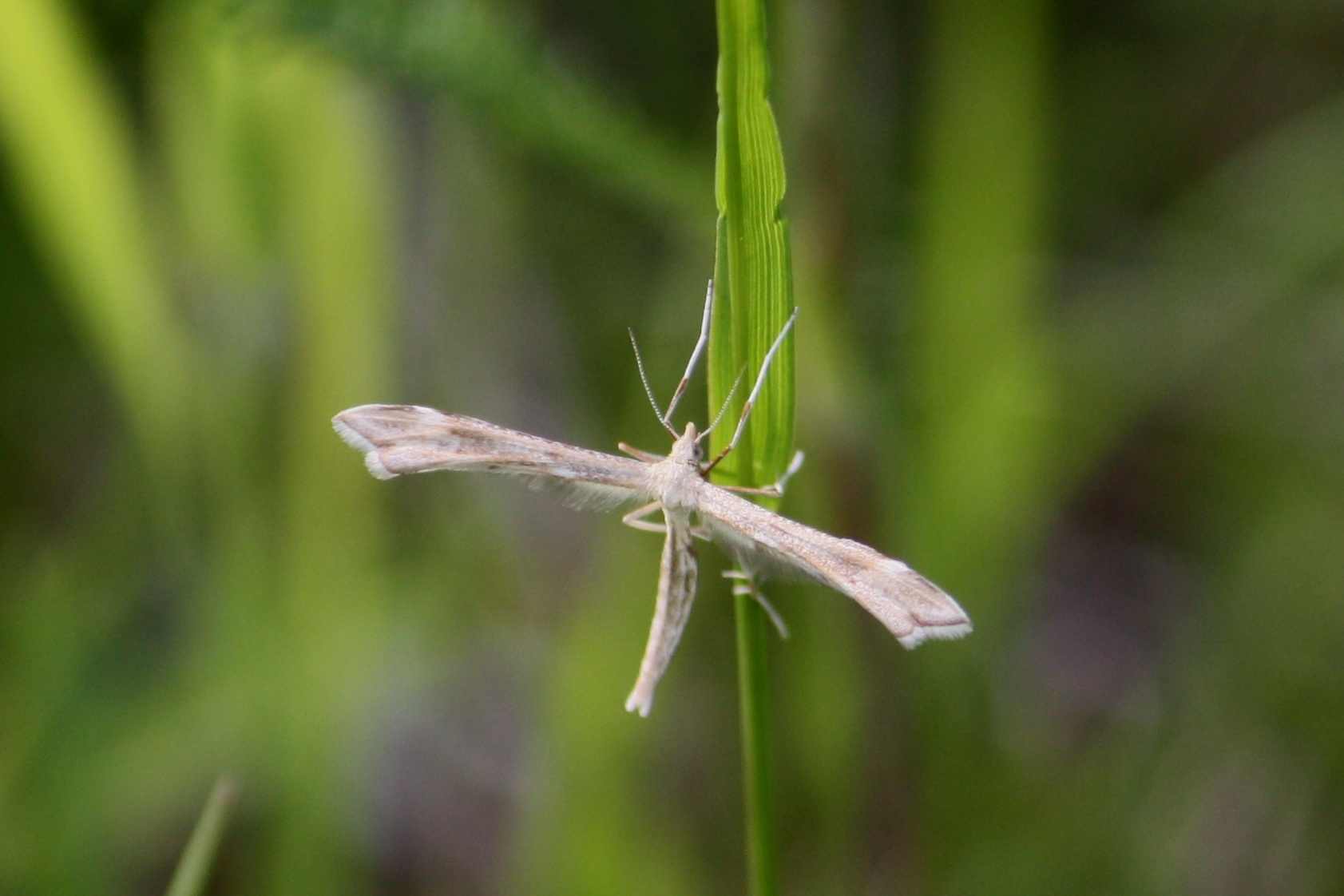
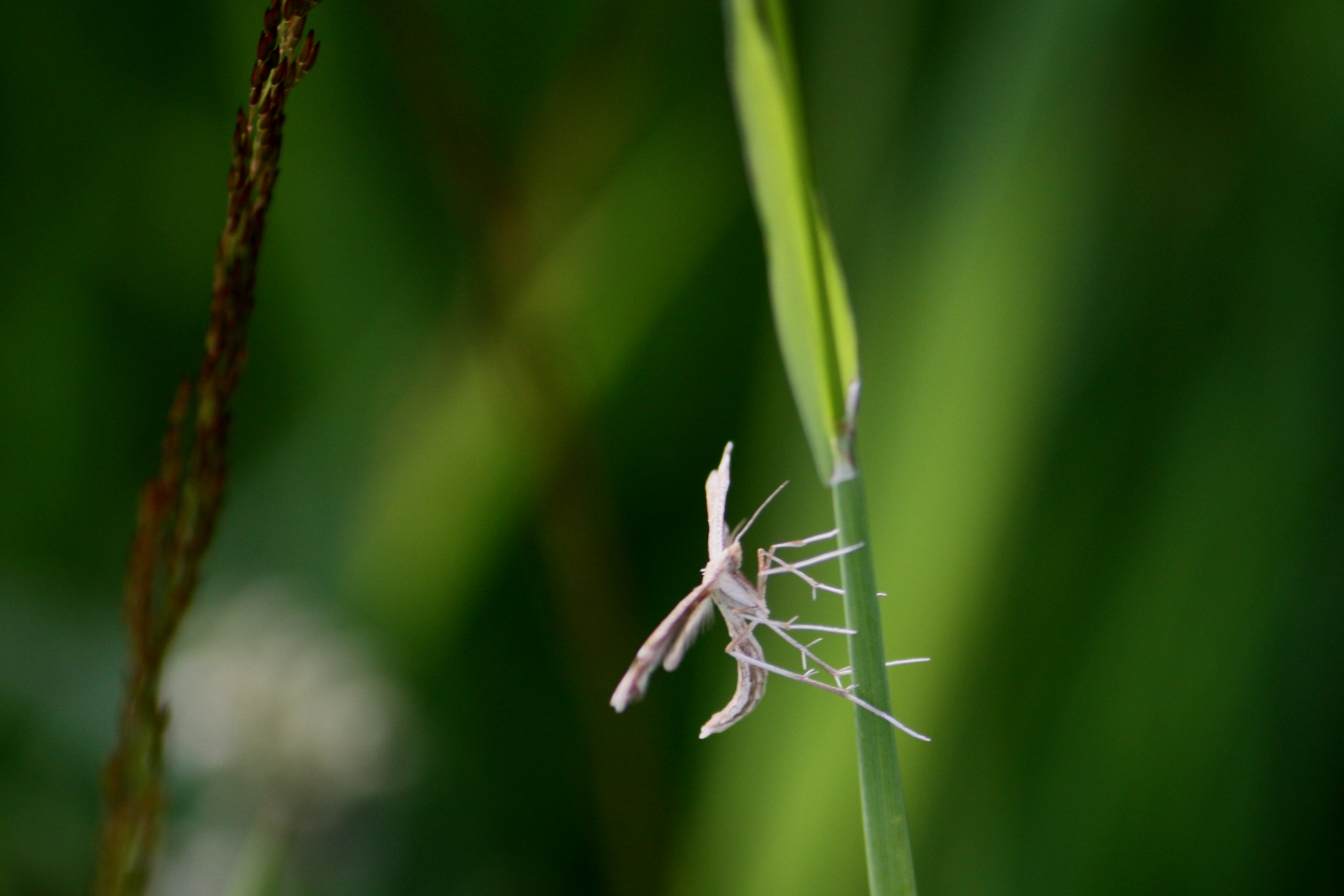